# 穆瓦尼昂河
穆瓦尼昂河（法語：Moignans，法語發音：[mwaɲɑ̃]）是法国奥弗涅-罗讷-阿尔卑斯大区安省的河流，是沙拉羅訥河的左支流，长15.1千米，发源自维勒讷沃，于沙拉罗讷河畔栋皮埃尔流入沙拉罗讷河。